# Fisciano
Fisciano is een gemeente in de Italiaanse provincie Salerno (regio Campanië) en telt 14.003 inwoners (2022). De oppervlakte bedraagt 31,5 km2, de bevolkingsdichtheid is 444,82 inwoners per km2.
De volgende frazioni maken deel uit van de gemeente: Bolano, Canfora, Carpineto, Gaiano, Lancusi, Penta, Pizzolano, Settefichi, Soccorso, Villa.

## Demografie
Fisciano telt ongeveer 4438 huishoudens. Het aantal inwoners steeg in de periode 1991-2001 met 7,5% volgens cijfers uit de tienjaarlijkse volkstellingen van ISTAT.
| Jaar | Inwoneraantal |
| ---- | ------------- |
| 1991 | 11.421        |
| 2001 | 12.275        |

## Geografie
De gemeente ligt op ongeveer 320 m boven zeeniveau.
Fisciano grenst aan de volgende gemeenten: Baronissi, Calvanico, Castiglione del Genovesi, Giffoni Sei Casali, Mercato San Severino, Montoro Inferiore (AV), Montoro Superiore (AV).